# Òrbita d'escapament
Una òrbita d'escapament (també anomenada òrbita C3 = 0) és una de les  òrbites parabòliques al voltant d'un cos central. Un cos en aquesta òrbita té en cada posició la velocitat d'escapament per a aquesta posició pel que fa al cos central. Si s'incrementés l'energia, l'òrbita es transformaria en una trajectòria hiperbòlica.

## Posició com a funció del temps
Per trobar la posició en funció del temps s'ha de resoldre una equació diferencial. Si fos el cas particular d'una trajectòria recta, la solució és tan simple com:
{\displaystyle r=(4,5\mu t^{2})^{1/3}\!\,}
on
- μ és el paràmetre gravitacional estàndard
- {\displaystyle t=0\!\,} correspon al temps extrapolat del comenci fictici al centre del cos central.

En qualsevol moment la velocitat mitjana des {\displaystyle t=0\!\,} és 1,5 vegades la velocitat en aquell moment, és a dir, 1,5 vegades la velocitat d'escapament en aquell punt.
Per tenir {\displaystyle t=0\!\,} en la superfície s'ha d'aplicar un desplaçament temporal. Per la terra i altres cossos simètrics esfèrics amb la mateixa densitat mitjana, el desplaçament temporal és de 6 minuts 20 segons.